# Ribe Stiftstidende
Ribe Stiftstidende var en dansk avis, der blev udgivet fra Ribe.
Avisen blev grundlagt af justitsråd Peter von Westen og udkom første gang 6. januar 1786. Politisk var avisen konservativ.[kilde mangler] Fra 1898 til 1937 var N.C. Willemoes chefredaktør. I perioden omkring 1. verdenskrig, hvor alle danske aviser syd for Kongeåen var ramt af censur, var Ribe Stiftstidende en vigtig nyhedskilde for den dansksindede befolkning i Slesvig. I disse år var avisen også flittigt citeret i såvel dansk som international presse.
Avisen gik ind i 1974, hvorefter Vestkysten var den altdominerende avis i området.

## Ekstern henvisning
- Digitaliserede udgaver af Ribe Stiftstidende i Mediestream
- Læs om Ribe Stiftstidende i opslagsværket "De Danske Aviser"